# Strage di Orlando
La strage di Orlando è stata una sparatoria avvenuta all'interno del night club "Pulse" di Orlando, in Florida, nella notte tra l'11 e il 12 giugno 2016.
Nella strage sono state coinvolte più di un centinaio di persone. Quando il killer è entrato all'interno del locale, le persone al suo interno erano all'incirca 320, e le vittime accertate sono state 49, oltre all'attentatore, mentre i feriti sono stati 58. Questo l'ha resa uno degli eventi terroristici con più morti negli Stati Uniti dopo l'11 settembre 2001, insieme alla strage di Las Vegas del 2017; è inoltre la seconda strage con armi da fuoco per numero di vittime.  Secondo alcune ricostruzioni, la matrice sarebbe omofobica.

## I fatti
Intorno alle ore 02:02 (ora locale) del 12 giugno 2016, all'interno del noto locale Pulse di Orlando, un uomo armato di un fucile semiautomatico Sig Sauer MCX (di aspetto simile ad un fucile d'assalto) e di una pistola semiautomatica Glock 17, dopo aver superato i controlli all'ingresso del locale ed esservi entrato, ha aperto il fuoco sulla folla intenta a danzare sulla pista da ballo, durante la serata di balli latino-americani organizzata dal locale.

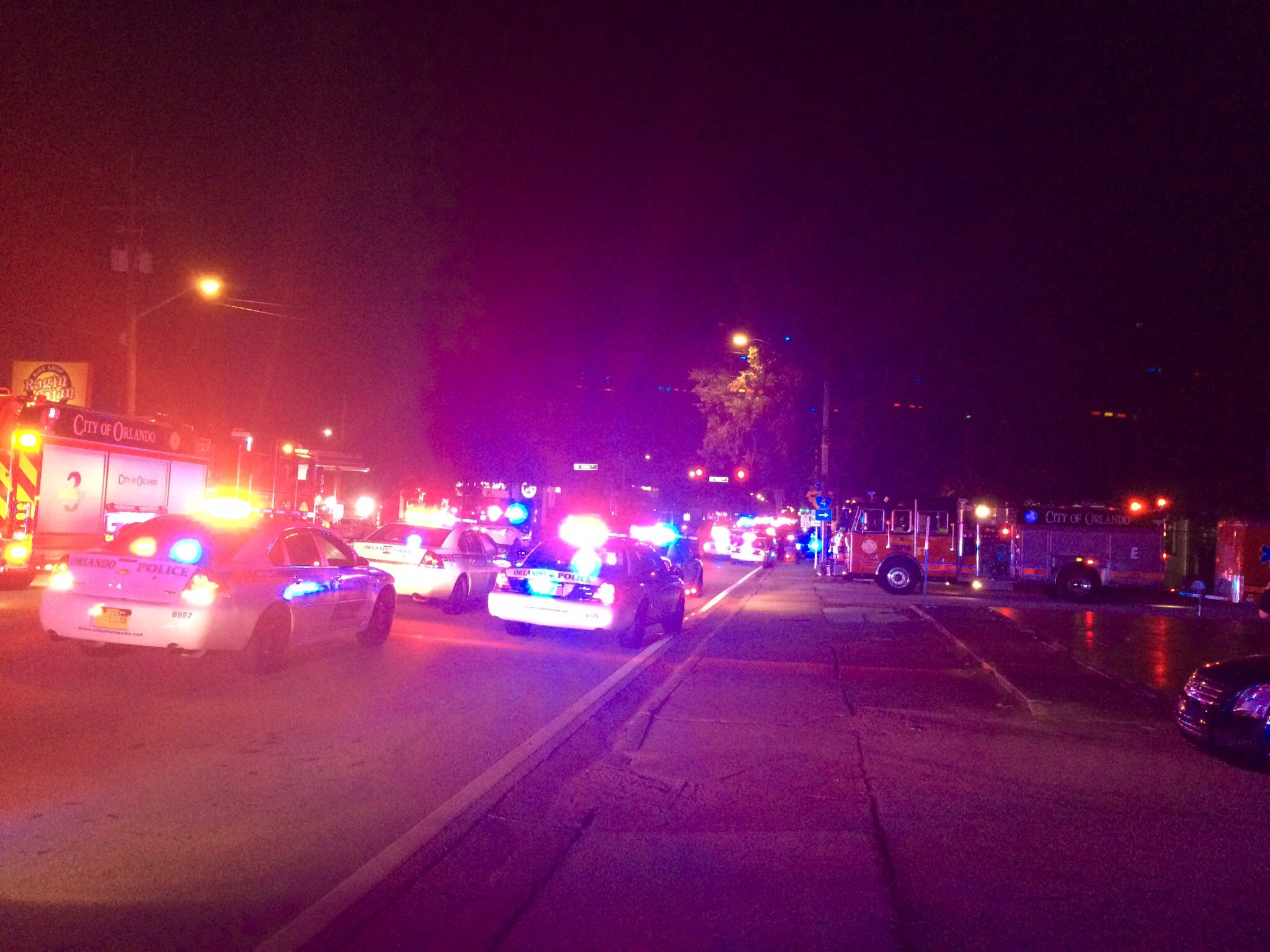
Medici e volanti di polizia arrivati sul luogo della sparatoria.

Immediatamente, la gente ha iniziato a correre per cercare di mettersi in salvo, gettandosi a terra o cercando rifugio nei bagni del locale, mentre altri sono riusciti a fuggire dalla furia omicida scappando dalle uscite di sicurezza, in preda al terrore. Degli addetti alla sicurezza hanno risposto al fuoco del killer, all'interno del locale.
Dopo aver cercato di fuggire immediatamente dopo la sparatoria, l'esecutore è stato braccato da un agente di guardia del locale che ha ostacolato la sua fuga aprendo il fuoco contro di lui. A quel punto, il killer è rientrato nel locale e, asserragliatosi al suo interno, ha preso in ostaggio le persone che, poco tempo prima, avevano cercato di nascondersi nei bagni e nel retro del club. Alcuni hanno immediatamente chiesto aiuto con vari SMS ai familiari, attraverso dei tweet e con post pubblicati su Facebook.
Alle ore 02:09, la pagina ufficiale del locale, rendendosi conto della tragica situazione, ha immediatamente pubblicato un post su Facebook, invitando tutti gli ospiti a "mettersi in salvo e correre via".
Alle ore 02:22, l'attentatore ha effettuato una chiamata al 911 giurando fedeltà allo Stato Islamico e citando altri noti terroristi come Tamerlan Anzorovič Carnaev e Džochar Anzorovič Carnaev, i responsabili dell'attentato alla maratona di Boston.
Alle ore 03:58, il Dipartimento di Polizia di Orlando avverte (tramite il suo account Twitter) dell'avvenuta sparatoria e invita i cittadini a tenersi lontano dal luogo del massacro. Per la prima volta, inoltre, Facebook abilita il Safety Check negli Stati Uniti d'America.

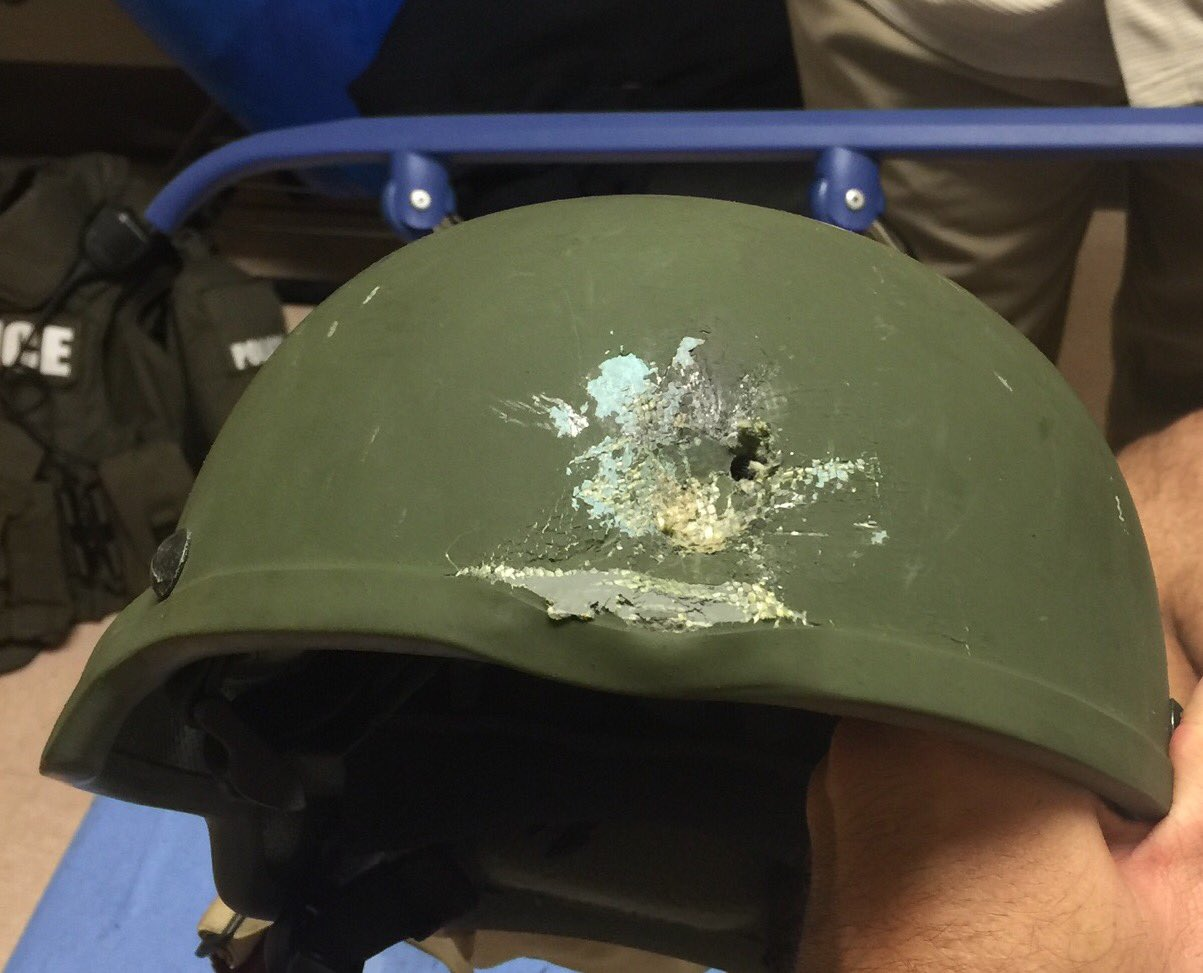
Elmetto di uno degli agenti coinvolti nello scontro a fuoco con il killer.

La polizia, intervenuta sul luogo della sparatoria, ha soccorso immediatamente i feriti che, nel frattempo, erano riusciti a mettersi in salvo fuori dal locale.
Intorno alle ore 05:00 alcuni agenti sono riusciti, anche utilizzando un blindato Lenco BearCat, ad entrare all'interno del locale sfondando una porta del club e facendosi largo tra i cadaveri rimasti a terra, ricorrendo anche a delle "esplosioni controllate", per riuscire ad avanzare nel night club.
Alle ore 05:05, il Dipartimento di Polizia di Orlando avverte (tramite Twitter) che le esplosioni servivano per riuscire ad avanzare nel locale.
Alle ore 05:53, dopo aver riconosciuto il sospettato e dopo un aperto scontro a fuoco, gli agenti (di cui almeno nove sono rimasti feriti) hanno ucciso il killer.
Alle ore 10:15, Omar Mateen viene identificato come l'autore della strage.

## Il killer

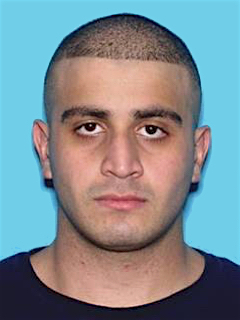
Omar Mateen

L'autore della strage è stato identificato dalla polizia come Omar Seddique Mateen, cittadino statunitense di 29 anni che svolgeva la professione di guardia privata per la sicurezza. Era nato a New York e vissuto a Fort Pierce, Florida. I suoi genitori sono di origini afghane. Proprio il padre, Mir Seddique Mateen (sostenitore dei talebani), intervistato da alcuni media statunitensi, ha ipotizzato come movente l'omofobia: pare, che poco tempo prima Mateen fosse rimasto allibito vedendo una coppia omosessuale baciarsi a Miami. Il padre ha inoltre smentito possibili collegamenti con il terrorismo islamico.
Anche la ex moglie (Sitora Yusufiy, dalla quale Mateen ha avuto un figlio) ha rilasciato alcune interviste in cui ha spiegato che Omar era "una persona autoritaria, alle volte violenta, ma non troppo religiosa". In alcune sue testimonianze ha anche avanzato l'ipotesi che lo stesso Omar Mateen potesse essere omosessuale e che il suocero avrebbe chiamato Mateen "gay" proprio in sua presenza. L'ipotesi che Mateen fosse omosessuale è stata avanzata anche da un suo vecchio compagno di scuola, il quale avrebbe affermato che il killer di Orlando gli avrebbe avanzato delle richieste per uscire insieme e avere con lui una "serata romantica".
Il killer, inoltre, secondo qualcuno era un assiduo frequentatore del Pulse. Chris Callen, un ex ballerino del locale, ha dichiarato di aver visto Mateen all'interno del locale "almeno un paio di volte al mese negli ultimi tre anni". Un altro cliente abituale del locale, Jim Van Horn, ha dichiarato che Mateen era solito cercare di rimorchiare i ragazzi e che il più delle volte veniva respinto perché considerato "un tipo strano". Kevin West ha sostenuto di aver incontrato Mateen tramite l'applicazione Jack'd ma senza uscirci insieme. Lo stesso West ha poi sostenuto di aver incontrato Mateen proprio al Pulse pochi momenti prima della strage.
Comunque, secondo funzionari federali delle forze dell'ordine, l'FBI sospetta che i testimoni che hanno parlato dell'omosessualità di Mateen si siano sbagliati, affermando il falso o scambiandolo per un'altra persona, e dubitano che Mateen fosse gay. Fonti delle forze dell'ordine hanno affermato che l'FBI non ha trovato alcuna traccia di foto, messaggio di testo, app sullo smartphone, pornografia o localizzazione degli agganci delle cellule telefoniche che suggerissero in alcun modo che Mateen avesse una vita gay, segreta o meno.
Seguendo le affermazioni degli agenti di polizia, l'ipotesi di un atto di terrorismo non è da scartare, in quanto Mateen era stato precedentemente indagato dall'FBI per sospetti di terrorismo. Inoltre il killer, poco prima di concludere la strage, aveva telefonato alla polizia e giurato fedeltà al capo dell'ISIS Abu Bakr al-Baghdadi. Tuttavia, la CIA e l'FBI non hanno trovato effettivi legami del killer con l'ISIS e hanno stabilito che Mateen non era diretto da o in contatto con l'ISIS prima di compiere la strage.
Gli investigatori stanno, inoltre, seguendo un'ulteriore pista. Pare che Mateen avesse intenzione di colpire uno dei parchi a tema Disney World, ovvero, il Disney Downtown (una sorta di centro commerciale dove, tra l'altro, Mateen avrebbe incontrato alcuni ragazzi). Mateen, infatti, avrebbe valutato un'azione dopo esserci stato con la famiglia per un paio di volte. Proprio la moglie, Noor Zahi Salman, è indagata dagli investigatori perché pare che lei stessa fosse a conoscenza delle intenzioni del marito e che, durante la strage, avrebbe intrapreso con lui delle conversazioni al cellulare.
La graduale radicalizzazione di Mateen agli ideali jihadisti sarebbe avvenuta grazie alla frequentazione di un imam, Marcus Dwayne Robertson, di 47 anni. Robertson, meglio conosciuto come Abu Taubah, è il fondatore della scuola online "Foundation of Islamic Knowledge & Seminary (FIKS)", grazie alla quale Mateen si sarebbe radicalizzato agli ideali dello Stato Islamico, frequentando i corsi online di tale organizzazione.
Robertson, tra l'altro, era già noto alle autorità statunitensi dato che era stato nei Marines, oltre che essere stato condannato come membro di una gang di rapinatori ed aver lavorato - secondo Fox News - come infiltrato per l'Fbi. È stato inoltre accusato di aver svolto il ruolo di guardia del corpo per Omar Abdel Rahman, l'organizzatore degli attentati al world trade center del 1993 morto in un carcere federale degli Stati Uniti d'America nel 2017.

## Vittime[23][24]

### Vittime per nazionalità
| Nazionalità           | Morti | Note   |
| --------------------- | ----- | ------ |
| Stati Uniti           | 30    | [ 25 ] |
| Porto Rico            | 10    | [ 25 ] |
| Repubblica Dominicana | 4     | [ 26 ] |
| Messico               | 3     | [ 27 ] |
| Venezuela             | 1     | [ 28 ] |
| Sudafrica             | 1     | [ 29 ] |

### Vittime della sparatoria
- Stanley Almodovar III, 23
- Amanda Alvear, 25 (*)
- Oscar A. Aracena-Montero, 26
- Rodolfo Ayala-Ayala, 33
- Alejandro Barrios Martinez, 21
- Martin Benitez Torres, 33
- Antonio D. Brown, 30
- Darryl R. Burt II, 29
- Jonathan A. Camuy Vega, 24
- Angel L. Candelario-Padro, 28
- Simon A. Carrillo Fernandez, 31
- Juan Chevez-Martinez, 25
- Luis D. Conde, 39
- Cory J. Connell, 21
- Tevin E. Crosby, 25
- Franky J. Dejesus Velazquez, 50
- Deonka D. Drayton, 32
- Mercedez M. Flores, 26
- Juan R. Guerrero, 22
- Peter O. Gonzalez-Cruz, 22
- Paul T. Henry, 41
- Frank Hernandez, 27
- Miguel A. Honorato, 30
- Javier Jorge-Reyes, 40
- Jason B. Josaphat, 19
- Eddie J. Justice, 30 (**)
- Anthony L. Laureano Disla, 25
- Christopher A. Leinonen, 32
- Brenda L. Marquez McCool, 49
- Jean C. Mendez Perez, 35
- Akyra Monet Murray, 18
- Kimberly Morris, 37
- Jean C. Nives Rodriguez, 27
- Luis O. Ocasio-Capo, 20
- Geraldo A. Ortiz-Jimenez, 25
- Eric I. Ortiz-Rivera, 36
- Joel Rayon Paniagua, 32
- Enrique L. Rios Jr., 25
- Juan P. Rivera Velazquez, 37
- Yilmary Rodriguez Solivan, 24
- Christopher J. Sanfeliz, 24
- Xavier E. Serrano Rosado, 35
- Gilberto R. Silva Menendez, 25
- Edward Sotomayor Jr., 34
- Shane E. Tomlinson, 33
- Leroy Valentin Fernandez, 25
- Luis S. Vielma, 22 (***)
- Luis D. Wilson-Leon, 37
- Jerald A. Wright, 31

(*) Amanda Alvear: prima che l'aggressore entrasse nel locale, la ragazza stava girando un video all'interno del quale è possibile vedere la folla che balla e, poco dopo aver fatto una ripresa su se stessa, udire gli spari che investono il night club.

(**) Eddie Jamoldroy Justice: vittima tristemente ricordata perché è stato uno dei pochi a riuscire a tenersi in contatto con la madre nonostante fosse tenuto in ostaggio da Omar Mateen sul retro del locale. Eddie è stata una delle prime persone a chiedere soccorso dopo essersi rifugiato nei bagni delle donne del locale. Il primo messaggio d'aiuto inviato da Eddie è stato alle ore 02:06. In preda al terrore, ha immediatamente esortato la madre a chiamare la polizia.

(***) Luis S. Vielma: la vittima aveva lavorato al The Wizarding World of Harry Potter. La scrittrice J. K. Rowling ha anche espresso la sua tristezza tramite il suo account Twitter.

## Reazioni

### Reazioni internazionali

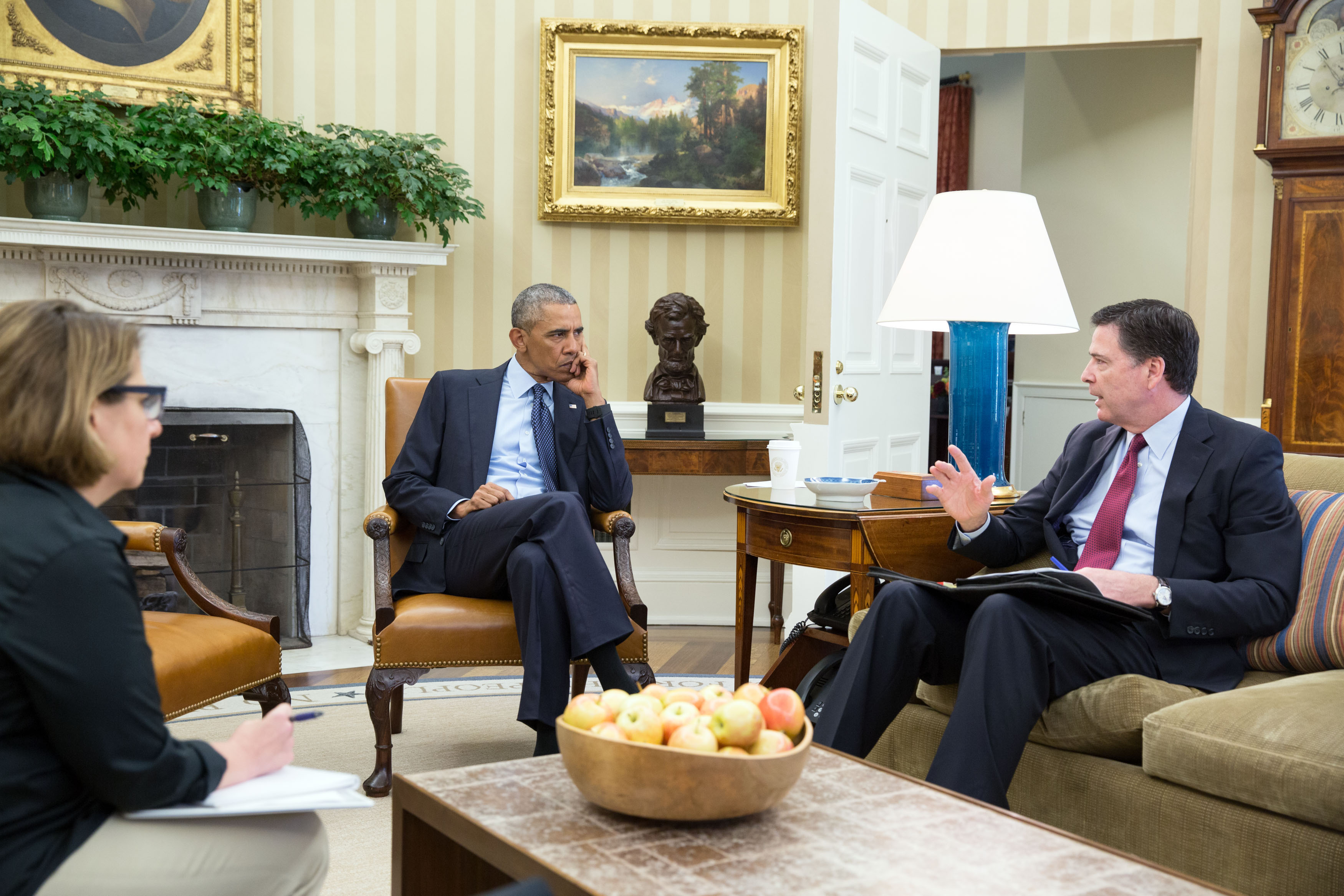
Il presidente Barack Obama riceve un aggiornamento nello Studio Ovale dal direttore dell'FBI James Comey e dalla Homeland Security Advisor Lisa Monaco sulla sparatoria.

- Dopo la strage, il governatore della Florida Rick Scott ha espresso le sue condoglianze a tutti i parenti delle vittime ed ha dichiarato lo stato d'emergenza per la minaccia terroristica.
- L'allora Presidente degli Stati Uniti Barack Obama definì la strage come un "atto d'odio e di terrore" ed il 26 giugno 2016 decise, insieme al vicepresidente Joe Biden, di partecipare al memoriale in onore delle vittime.
- Molti altri governi espressero il loro dolore per l'accaduto e tutte le varie comunità LGBT scesero in campo per manifestare contro l'odio e la violenza nei loro confronti.
- Alcuni governi europei, tra cui la Francia, decisero di "colorare" i loro monumenti più rappresentativi con i colori dell'arcobaleno, simbolo delle comunità LGBT, per ricordare le vittime della strage. Oltre ad alcuni monumenti, vennero decorati anche alcuni edifici e simboli rappresentativi di alcune città.[32]
- Tra gli edifici e i monumenti, che hanno reso onore alle vittime della strage, vi sono:[32] il Manhattan Municipal Building; la spirale dell'One World Trade Center (decorazione con doppio significato: l'edificio, infatti, è stato costruito in onore del World Trade Center, distrutto dagli attentati terroristici dell'11 settembre 2001, ed è stato decorato con i colori della comunità LGBT in onore delle vittime della strage); l'Empire State Building di New York (il grattacielo non è stato colorato bensì spento in segno di lutto per le vittime); la bandiera degli Stati Uniti, a mezz'asta, sulla Casa Bianca; la City Hall di New York; l'Orlando Eye; il municipio di Parigi, contornato di bandiere arcobaleno; l'ambasciata americana di via Veneto a Roma; il ponte nella baia di Sydney; il municipio di Sydney; la torre UniCredit a Milano; il municipio di Brescia;[33] il Michael Fowler Centre di Wellington; lo Space Needle di Seattle: decorato con una bandiera arcobaleno sventolante su di esso.
- Varie veglie in onore delle vittime vennero celebrate in tutto il mondo.[32]

### Reazioni nel mondo dei media e delle celebrità

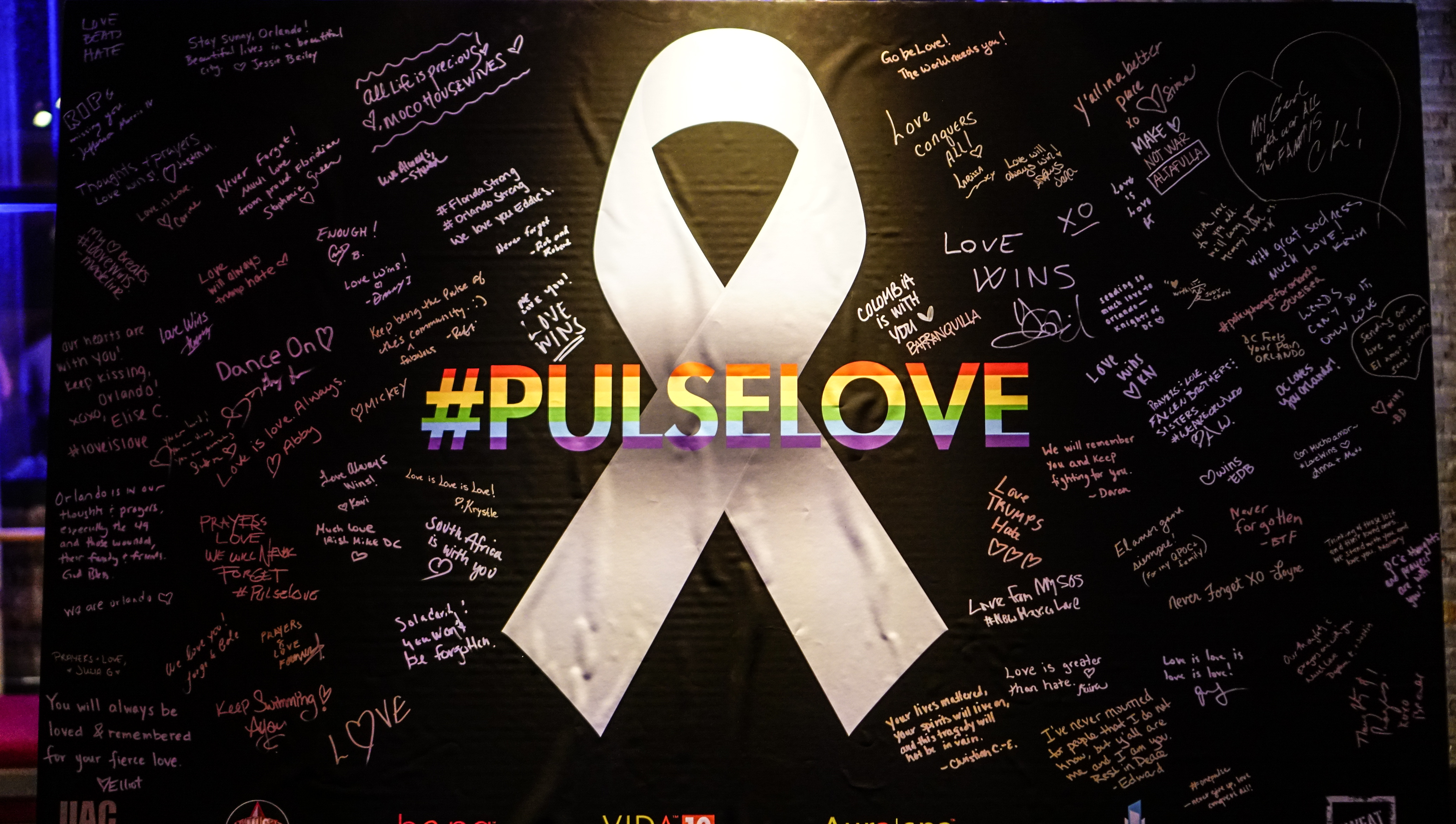
Memorial per le vittime del Pulse

- Demi Lovato e Nick Jonas hanno invitato alcuni dei superstiti del Pulse al loro concerto di Orlando ed hanno dedicato loro il singolo Rise Up.[34]
- Alcune star di Hollywood, tra cui Lady Gaga, Jamie Lee Curtis e Gerard Butler, hanno preso parte ad un video, intitolato Stop the Hate, per ricordare le vittime del massacro.[35]
- Alcuni artisti statunitensi, tra cui Britney Spears, Jennifer Lopez, Pink, Gwen Stefani, Mary J. Blige e Selena Gomez, hanno collaborato insieme nella canzone Hands, disponibile anche su iTunes. I ricavi di tale singolo saranno donati all'Equality Florida Pulse Victims Fund, un'associazione di sopravvissuti del massacro.[36]
- Christina Aguilera ha dedicato alle vittime il suo singolo Change.[37]
- Jennifer Lopez, in collaborazione con il rapper Lin-Manuel Miranda, ha prodotto il singolo Love Make The World Go Round in ricordo della strage.[37]
- Il singolo The Greatest è un tributo di Sia, in collaborazione con il rapper Kendrick Lamar, uscito il 5 settembre 2016.[38]
- Alcune compagnie teatrali, tra cui anche il cast del musical Fun Home, hanno eseguito uno spettacolo teatrale, intitolato From Broadway with Love, nel Dr. Phillips Center for the Performing Arts di Orlando in onore delle vittime della strage. I ricavi di tale rappresentazione teatrale sono stati donati ai familiari delle vittime e ad alcune organizzazioni, tra cui Equality Florida, Help Center of Central Florida, GLBT Community Center of Central Florida, Zebra Coalition e Hope.[39][40]
- Alcuni fan del noto videogioco Grand Theft Auto V hanno deciso di rendere disponibile, gratuitamente, una mod nella quale è possibile prendere parte ad una manifestazione del mondo LGBT all'interno della città fittizia di Los Santos. L'add-on è stato rilasciato prima dell'inizio dello Stockholm Pride, in Svezia. Christian Valtersson, l'organizzatore dell'evento, ha avuto delle opinioni positive riguardo l'iniziativa, dichiarando che: "C'è sempre il bisogno di mandare un messaggio d'amore e di uguaglianza". Alcuni videogiocatori hanno sollevato alcune preoccupazioni in merito alla natura violenta del videogioco, temendo che anche in quella sfilata virtuale i giocatori cercassero di interrompere la manifestazione o provocare azioni violente all'interno di quella realtà virtuale. Valtersson ha comunque spiegato che gli sviluppatori hanno fatto in modo che tutti i videogiocatori che prendono parte alla sfilata non possano essere uccisi, dichiarando di aver reso "la sfilata indistruttibile non per questioni morali ma, soprattutto, per far comprendere che l'amore vincerà sempre sull'odio".[41]
- Madonna ha preso spunto da questi fatti per il suo controverso video God Control.